# 费利讷 (上卢瓦尔省)
费利讷（法語：Félines，法語發音：[felin]）是法国上卢瓦尔省的一个市镇，位于该省北部，属于布里尤德区。

## 地理
费利讷（45°16'20"N, 3°44'36"E）面积20.5 平方千米，位于法国奥弗涅-罗讷-阿尔卑斯大区上盧瓦爾省，该省份为法国中南部省份，北起多姆山省和卢瓦尔省，西接康塔爾省，南至洛泽尔省，东临阿尔代什省。
与费利讷接壤的市镇（或旧市镇、城区）包括：阿尔宗河畔博讷、贝勒维拉蒙塔涅、博讷瓦勒、绍姆利、瑞利扬日、蒙莱、桑巴代勒。
费利讷的时区为UTC+01:00、UTC+02:00（夏令时）。

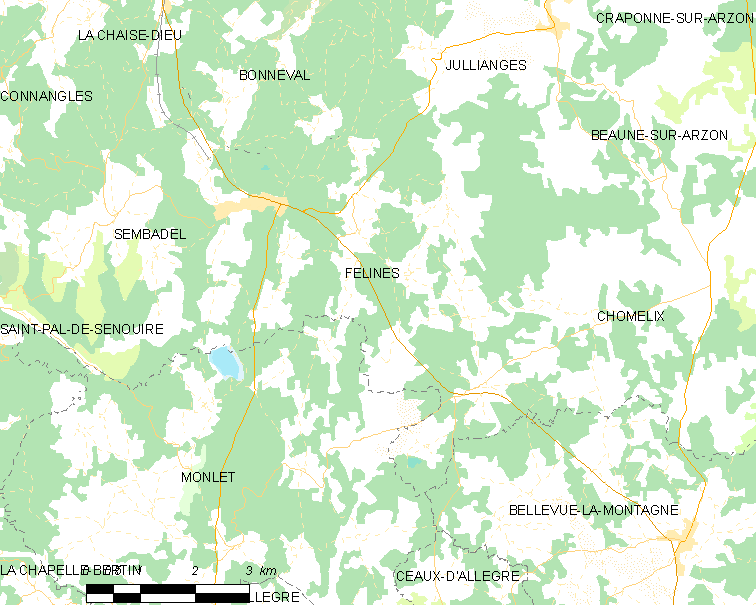
费利讷的OSM定位图

## 行政
费利讷的邮政编码为43160，INSEE市镇编码为43093。

## 政治
费利讷所属的省级选区为上沃莱花岗岩高原县。

## 交通
上卢瓦尔省省道D135线、D498线和D906线在境内交汇。

## 人口

1962-2008年间费利讷人口变化图示

费利讷于2022年1月1日时的人口数量为302人。